# Peter Liu Genzhu
Peter Liu Genzhu (chinesisch 劉根柱; * 12. Oktober 1966 in Hongtong) ist ein chinesischer Geistlicher und römisch-katholischer Bischof von Hongdong.

## Leben
Peter Liu Genzhu studierte Philosophie und Katholische Theologie am Priesterseminar in Xi’an. Er empfing am 22. Dezember 1991 das Sakrament der Priesterweihe. 2010 wurde Liu Genzhu Generalvikar des Bistums Hongdong und stellvertretender Direktor der Chinesischen Katholisch-Patriotischen Vereinigung von Shaanxi.
Nachdem Peter Liu Genzhu durch die Chinesische Katholisch-Patriotische Vereinigung zum Bischof von Hongdong gewählt worden war, bestätigte Papst Franziskus diese Wahl im November 2020. Der Bischof von Taiyüan, Paul Meng Ningyou, spendete ihm am 22. Dezember desselben Jahres in der Kathedrale von Hongdong die Bischofsweihe; Mitkonsekratoren waren der Bischof von Kiangchow, Peter Wu Junwei, und der Bischof von Changzhi, Peter Ding Lingbin, sowie der Bischof von Shuozhou, Paul Ma Cunguo.